# چاینا مرچنس
چاینا مرچنس (به انگلیسی: China Merchants) شرکت ترابری دریایی هنگ کنگی است، که در زمینه کشتیرانی، خدمات لجستیکی، مدیریت بنادر تجاری و مدیریت بزرگ‌راهها فعالیت می‌کند.
شرکت چاینا مرچنس در سال ۱۹۹۲ راه‌اندازی شد و در حال حاضر شرکت تابعه گروه چاینا مرچنس، (مالک بانک بازرگانان چین) می‌باشد.
دفتر مرکزی این شرکت در هنگ کنگ قرار دارد و سهام آن در بازار بورس اوراق بهادار هنگ کنگ معامله می‌شد.